# Пожа (приток Няфты)
Пожа — река в России, протекает по Архангельской области. Устье реки находится в 71 км по правому берегу реки Няфта. Длина реки составляет 68 км. Главный приток — Берёзовая.
Высота устья — 33,4 м.

## Данные водного реестра
По данным государственного водного реестра России относится к Двинско-Печорскому бассейновому округу, водохозяйственный участок реки — Мезень от водомерного поста деревни Малонисогорская и до устья. Речной бассейн реки — Мезень.
Код объекта в государственном водном реестре — 03030000212103000050343.